# Petit derby tunisois
Le petit derby tunisois, aussi appelé le « derbietto », est une rencontre de football opposant l'un ou l'autre des clubs tunisois du Club africain (CA) et de l'Espérance sportive de Tunis (EST) au troisième club de la capitale, le Stade tunisien (ST),. 

## Résultats opposant le Club africain au Stade tunisien
Les deux clubs se sont affrontés en championnat :
- Nombre de rencontres : 131
- Victoires du Club africain : 68
- Victoires du Stade tunisien : 22
- Nuls : 41
- Buts du Club africain : 174
- Buts du Stade tunisien : 100

## Résultats opposant l'Espérance de Tunis au Stade tunisien
Les deux clubs se sont affrontés en championnat :
- Nombre de rencontres : 132
- Victoires de l'Espérance sportive de Tunis : 65
- Victoires du Stade tunisien : 28
- Nuls : 39
- Buts de l'Espérance sportive de Tunis : 204
- Buts du Stade tunisien : 121